# Glarner Alperne
Glarner Alperne en en bjergkæde i det centrale Schweiz. Den strækker sig fra Oberalppasset til Klausenpasset, og afgrænses af Urner Alperne i vest, Lepontiniske Alper i syd og Appenzellerland i nordøst. Det højeste bjerg er det 3.614 meter høje Tödi. Den østlige del af Glarner Alperne har en større forkastning, som er på listen som en del af den geologiske verdensarv.
46°55′53.44″N 8°54′55.46″Ø / 46.9315111°N 8.9154056°Ø